# Harry Arter
Harry Nicholas Arter (Sidcup, Inglaterra, Reino Unido, 28 de diciembre de 1989) es un futbolista irlandés que juega como centrocampista en el Precision F. C. de Emiratos Árabes Unidos.
Sus clubes fueron: Charlton Athletic, Staines Town (préstamo), Welling United (préstamo), Woking,Carlisle United (préstamo), Cardiff City (préstamo), Fulham (préstamo).

## Clubes
| Club                             | País                   | Año       |
| -------------------------------- | ---------------------- | --------- |
| Charlton Athletic F. C.          | Inglaterra             | 2007-2009 |
| Staines Town F. C. (cedido)      | Inglaterra             | 2008-2009 |
| Welling United F. C. (cedido)    | Inglaterra             | 2009      |
| Woking F. C.                     | Inglaterra             | 2009-2010 |
| AFC Bournemouth                  | Inglaterra             | 2010-2020 |
| Carlisle United F. C. (cedido)   | Inglaterra             | 2011      |
| Cardiff City F. C. (cedido)      | Gales                  | 2018-2019 |
| Fulham F. C. (cedido)            | Inglaterra             | 2019-2020 |
| Nottingham Forest F. C.          | Inglaterra             | 2020-2024 |
| Charlton Athletic F. C. (cedido) | Inglaterra             | 2021-2022 |
| Notts County F. C. (cedido)      | Inglaterra             | 2022      |
| Precision F. C.                  | Emiratos Árabes Unidos | 2024-     |